# По ту сторону океана
Da Hai или Большая рыба и Бегония (кит. 大海 да хай; букв. «океан» или «открытое море») — анимационный фильм режиссёра Лян Сюань и продюсеров Цуй Бэйбэй, Марка Байерса и Чэнь Личжи. Премьера фильма в Китае состоялась 3 июля 2016 года, с общей продолжительностью 100 минут.
Короткая версия мультфильма была продемонстрирована в Сеуле, Южной Корее в 2010 году на анимационном фестивале и получила приз за лучшую анимацию в виде крупной денежной премии от корейского правительства.
Трейлер, выпущенный в интернете, также стал объектом внимания интернет-сообщества за свою качественную прорисовку, которую даже сравнили с работами Хаяо Миядзаки, учитывая слабый уровень развития китайской анимации.
Название фильма имеет иероглифы, которые используются как в китайском, так и в японском языках.
В России фильм лицензирован Capella Film под названием «По ту сторону океана».

## Сюжет
Обитатели мифической земли, похожие на духов, знают смертных очень хорошо. Они несут ответственность за человеческие желания и эмоции, за смену сезонов года, погоду и течение времени.
Героиня фильма — девушка по имени Юна (в китайской версии Чунь) является духом. Ей недавно исполнилось шестнадцать лет, и теперь ей, по традиции, предстоит принять форму дельфина и отправиться в путешествие на семь дней к населённой части моря, чтобы увидеть человеческий мир. В последний день своего путешествия Юна попадает в шторм и запутывается в рыболовных сетях.
Юноша из мира людей увидел это и решился помочь дельфину. Он освобождает Юну-дельфина из сетей, а сам героически погибает в морской пучине.
Девушка возвращается обратно домой, но не находя себе места из-за чувства вины, решает во что бы то ни стало найти умершую душу спасшего ее юноши и вернуть его в мир людей...пусть даже ценой собственной жизни.